# Proagonistes lampyroides
Proagonistes lampyroides är en tvåvingeart som beskrevs av H. Oldroyd 1970. Proagonistes lampyroides ingår i släktet Proagonistes och familjen rovflugor. Inga underarter finns listade i Catalogue of Life.